# Екити
Екити е щат във Нигерия с площ 6353 км2 и население 2 823 403 души (2007). Административен център е град Адо Екити.

## Население
Населението на щата през 2007 година е 2 823 403 души.